# Piptobak

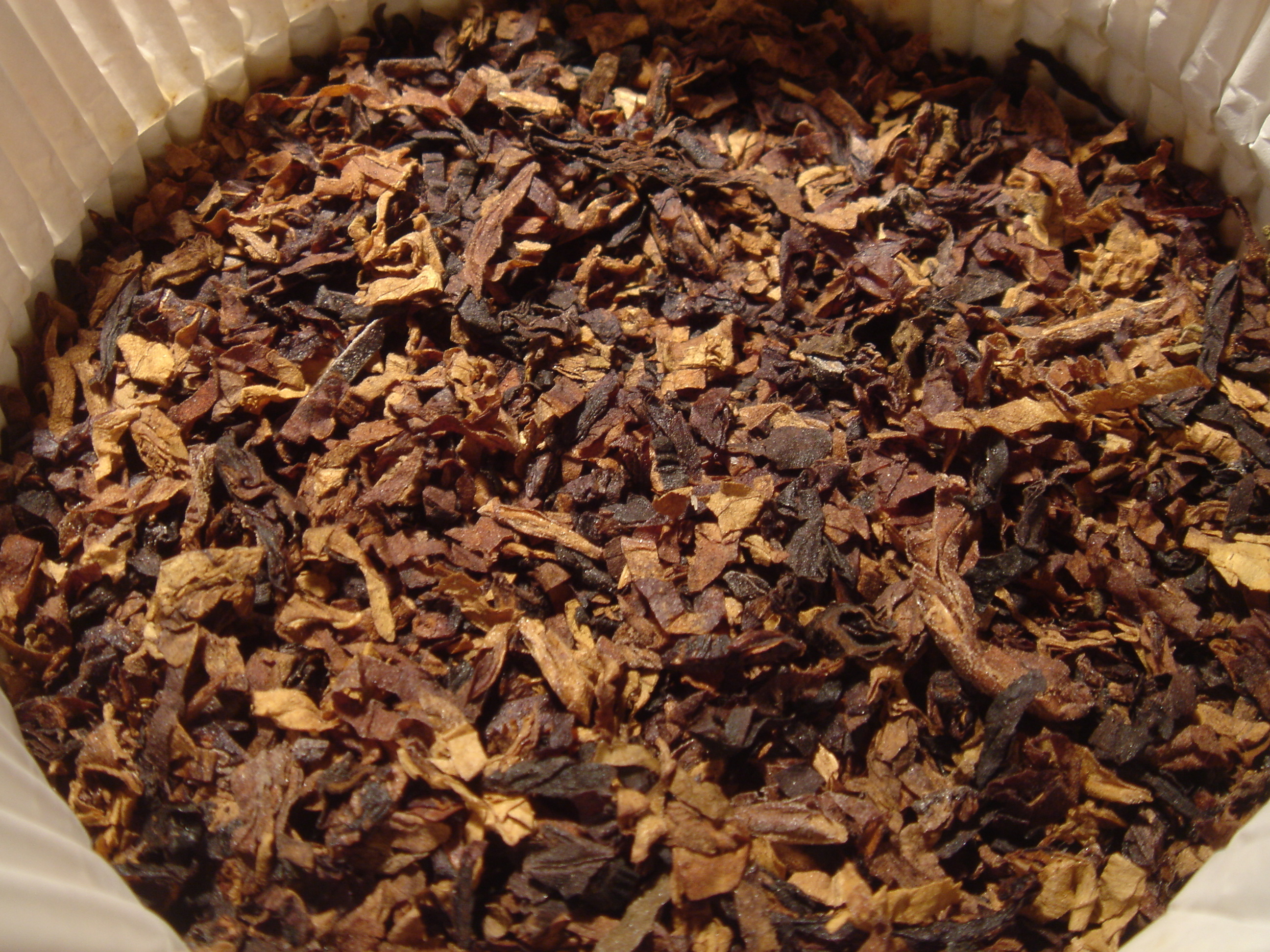
Piptobak

Piptobak är tobak iordninggjord för att användas i rökpipa.
Piptobaken är oftast strimlad i olika finhetsgrad. Piptobak förvarades traditionellt i en tobakspung eller tobaksburk för att den skulle hålla fukten. Numera säljs piptobaken i små plastförpackningar som förhindrar att den torkar.
Kända svenska piptobaksmärken är greve Gilbert Hamiltons blandning, Tigerbrand och skotska vaniljkryddade Klan.